# 크리스티안 뷔크
크리스티안 리하르트 뷔크(Christian Richard Wück, 1973년 6월 9일 ~ )는 공격형 미드필더 또는 윙어 로 뛰었던 독일의 프로 축구 선수이다. 현재 독일 U-16 대표팀 감독으로 재직 중이다.